# Abraham Kahana
Ne doit pas être confondu avec David Kahana
Pour les articles homonymes, voir Kahana.
Abraham Kahana (hébreu : אברהם כהנא, russe : Авраам Маркович Каган Avraam Markovitch Kagan) est un érudit du judaïsme des XIXe et XXe siècles (19 décembre 1874 - 20 février 1946), principalement connu pour son édition hébraïque des apocryphes juifs.

## Biographie
Abraham ben Mordekhaï Kahana naît à Skomorokhy, une bourgade attenant à Jytomyr, en Ukraine. Il reçoit une éducation juive traditionnelle, acquérant la plupart de ses connaissances sur le judaïsme, les matières générales et les langues anciennes comme modernes en autodidacte. 
Il épouse Hanna Sheptal dont il aura trois enfants, Ouriel, Yaakov et Myriam. Nommé professeur à l’université populaire de Kiev après la Révolution d’octobre, il émigre en 1922 à Varsovie avec sa famille avant de rejoindre la Palestine mandataire, qu’il avait visitée une première fois en 1914.
Il s’établit à Tel Aviv, où il dirige la bibliothèque Shaar Tsion et enseigne au séminaire Levinsky avant de se consacrer entièrement à la recherche en 1929. Il se s'intéresse tout particulièrement à l’édition, traduction en hébreu et annotation des apocryphes juifs, publiant ces textes dans sa maison d’édition Mekorot. Il se voit décerner le prix Bialik huit ans plus tard pour ces travaux.
Il meurt en 1946 au terme d’une retraite active, et est inhumé aux côtés de son épouse au cimetière Trumpeldor. Sa bibliothèque est léguée à l’université hébraïque de Jérusalem sur le mont Scopus tandis que sa correspondance est conservée à la bibliothèque nationale d’Israël.

## Œuvre
De par son autoformation, les centres d’intérêt d’Abraham Kahana sont larges et variés, de l’exégèse biblique à la linguistique et à l’histoire du hassidisme. 
Il publie à compte d’auteur en 1907 une première édition de son dictionnaire bilingue russe-hébreu à Kiev ainsi qu’une étude sur le commentaire de Rachi un an plus tard. Son Sefer HaHassidout, où il recueille biographies, enseignements et anecdotes d’Israël ben Eliezer à Nahman ben Simha, paraît en 1922 à Varsovie.